# Maxwell-Medaille
Die Maxwell-Medaille (englisch Maxwell Medal) des britischen Berufsverbands Institute of Physics ist ein Preis für theoretische Physik, der seit 1961 verliehen wird und insbesondere jüngere Physiker fördern soll. Der Preis ist nach James Clerk Maxwell benannt. Bis 1970 wurde er alle geradzahligen Jahre vergeben, seitdem jährlich. Er ist mit einer Bronze-Medaille verbunden und mit 1000 Pfund Sterling dotiert.

## Preisträger
- 1962 Abdus Salam
- 1964 Walter Marshall, Baron Marshall of Goring
- 1966 Richard Dalitz
- 1968 Roger (James) Elliott und Kenneth Stevens
- 1970 Richard J. Eden
- 1971 John Bryan Taylor
- 1972 Volker Heine
- 1973 David Thouless
- 1974 Samuel Edwards
- 1975 Anthony James Leggett
- 1976 Stephen Hawking
- 1977 Eric Jakeman
- 1978 Michael Berry
- 1979 Christopher Llewellyn Smith
- 1980 David Wallace
- 1981 John Michael Kosterlitz
- 1982 Jonathan Richard Ellis
- 1983 Alastair Douglas Bruce
- 1984 David William Bullett
- 1985 Alan John Bray, Allan Peter Young
- 1986 James Binney
- 1987 Michael Boris Green
- 1988 Robin Ball
- 1989 Mark Warner
- 1990 George Efstathiou
- 1991 Michael Cates
- 1992 Neil Turok
- 1993 John Wheater
- 1994 Stephen Barnett
- 1995 Artur Ekert
- 1996 Michael Payne
- 1997 Michael Wilkinson
- 1998 Andrew Fisher
- 1999 Jeffrey Forshaw
- 2000 Andrew Steane
- 2001 Benjamin Simons
- 2002 Andrew Schofield
- 2003 Tchavdar Todorov
- 2004 Martin Plenio
- 2005 Clifford Johnson, für herausragende Arbeiten zu Stringtheorie und Quantengravitation, speziell bezüglich der Nicht-Beobachtbarkeit (Censorship) von Singularitäten und die thermodynamischen Eigenschaften von Quanten-Raum-Zeiten.
- 2006 Ruth Gregory, für Untersuchungen im Schnittbereich von Stringtheorie und Allgemeiner Relativitätstheorie, speziell kosmologische Strings und Schwarze Löcher.
- 2007 Nigel Cooper, für Arbeiten zur topologischen Anregungen in Quanten-Hall-Systemen, speziell rotierende Bose-Einstein-Kondensate
- 2008 Sougato Bose, für Charakterisierung und Untersuchung von Quantenverschränkung (Entanglement) in quantenmechanischen Systemen, speziell der Ausbreitung von Informationen in Spinketten.
- 2009 Dmitry Skryabin, für Untersuchungen nichtlinearer optischer Prozesse, speziell der Wechselwirkung von Solitonen mit Strahlung und der Erzeugung ultrabreiter Spektren in Glasfasern.
- 2010 Peter Haynes, für lineare Skalierungsmethoden und Large Scale Simulationen von Materialien auf der Basis der Dichtefunktionaltheorie, speziell die Entwicklung des ONETEP-Codes.
- 2011 Andrei Starinets, für seine Beiträge zum Verständnis der Transporteigenschaften stark gekoppelter Quantenfelder
- 2012 Meera Parish, für ihre Pionierarbeit der Theorie kalter fermionischer Materie und von Magnetotransport in hochgradig ungeordneten Medien
- 2013 Joanna Dunkley, für ihre Beiträge zur Bestimmung von Struktur und Geschichte des Universums
- 2014 Igor Lesanovsky, für seine Beiträge zur Manipulation von Quantensystemen, insbesondere für seine bahnbrechenden Arbeiten zu hochangeregten Rydberg-Zuständen von cold atomic gases
- 2015 Clare Burrage, für ihre Beiträge zur Erforschung dunkler Energie
- 2016 Alexandra Olaya-Castro, für ihre Beiträge zur Theorie von Quanteneffekten in biomolekularen Systemen
- 2017 Marcin Mucha-Kruczynski, für herausragende Beiträge zum Verständnis von Graphen, insbesondere bahnbrechende Untersuchungen zu seinen optischen Eigenschaften, Gitter-Deformationen, elektronischer Struktur und Elektronentransport.
- 2018 Hannah Price, für ihre wichtigen Beiträge zu dem in Entstehung befindlichen Gebiet topologischer atomarer und optischer Physik, einschließlich der Zusammenarbeit mit weltweit führenden experimentellen Gruppen in der Beobachtung neuer Effekte.
- 2019 Adam Nahum, für seine herausragenden Beiträge zum Verständnis universaler Aspekte von Vielteilchen-Quantensystemen sowohl im Gleichgewicht als auch außerhalb.
- 2020 Curt von Keyserlingk, für bemerkenswerte Entdeckungen in der Nichtgleichgewichtsphysik, einschließlich der Entdeckung neuer Familien von getriebenen Materiephasen und die Aufdeckung der überraschenden Weise, wie sich Information in quantenmechanischen Vielteilchensystemen verbreitet.
- 2021 Bartomeu Monserrat, für herausragende Beiträge zur Entwicklung von Berechnungsverfahren die Temperaturabhängigkeit in moderne Methoden der Berechnung elektronischer Strukturen einbringt, und ihre Anwendung auf topologische Materialien, Photovoltaik, Supraleiter und Physik der Planeten.
- 2022 Katy Clough, für Pionierarbeit bei der Verwendung fortgeschrittener numerischer Methoden in der Grundlagenphysik, bahnbrechende Forschung zum Inflationsmodell der Kosmologie und zu dunkler Materie sowie außergewöhnliche Führungsqualitäten im Bereich der computergestützten Physik.
- 2023 Nikolas Breuckmann, für herausragende Beiträge zum Quantenfehlerkorrekturfeld, insbesondere für seine Arbeit zum Beweis der NLTS-Vermutung, eines bekannten ungelösten Problems in der Quanteninformationstheorie.
- 2024 Frank Schindler, for numerous conceptual contributions to condensed matter physics; in particular, the prediction of higher-order topological insulators, novel quantum materials whose lossless edge states promise energy-efficient microelectronics in the post-silicon age.